# Simon Moulijn
Simon Moulijn (* 20. Juli 1866 in Rotterdam; † 2. November 1948 in Den Haag) war ein niederländischer Maler, Zeichner und Grafiker. Er war einer der bedeutenden niederländischen Künstler seiner Zeit und wurde vor allem bekannt durch sein lithografisches Werk.

## Leben
Simon Moulijn wurde in Rotterdam geboren als Sohn des Fabrikanten und Kaufmanns Simon Moulijn Sr. und dessen zweiter Frau Magdalena Maria Johanna Walter. Trotz anfänglicher Bedenken seiner Eltern begann Simon Moulijn im Jahr 1882 eine Ausbildung an der Rotterdamer Kunstakademie (Rotterdamsche Academie voor Beeldende Kunsten en Technische Wetenschappen).

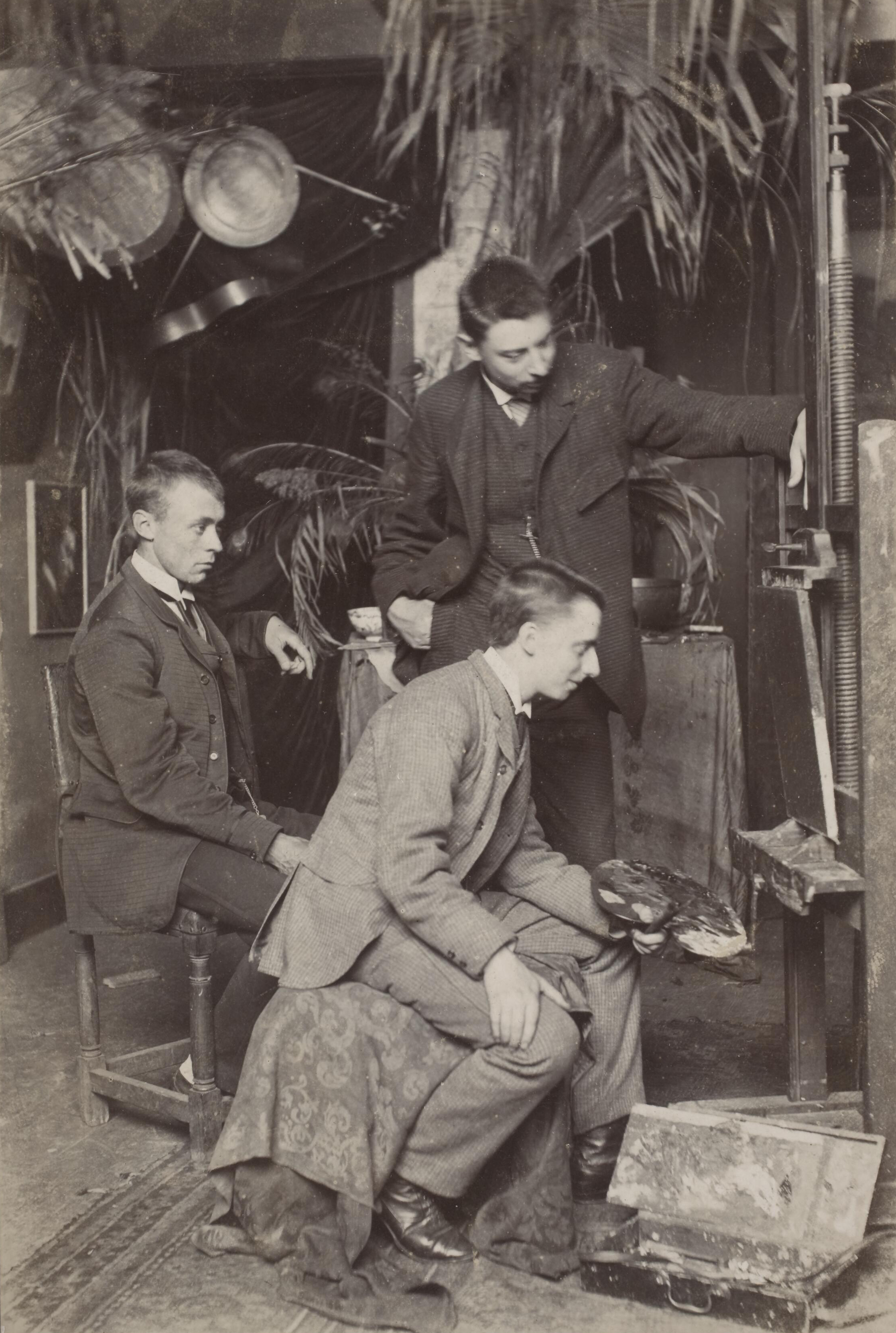
P. C. de Moor (links), Simon Moulijn mit Palette, D. Wiggers (stehend) vermutlich an der Rotterdamer Akademie, (ca. 1884?)

 Ab 1885 studierte er an der Rijksacademie voor beeldende kunst (Reichsakademie für bildende Kunst) in Amsterdam weiter. Dort machte er die Bekanntschaft anderer Künstler wie Ferdinand Hart Nibbrig, Richard Roland Holst und Isaac Israels.
Nach Abschluss seiner Ausbildung im Jahr 1887 folgte eine Periode des künstlerischen Suchens und des Umherziehens. Er wohnte und arbeitete u. a. in der Provinz Drenthe, in Rotterdam, in Den Haag, in De Steeg bei Arnheim, wo er ein Atelier mit dem Maler Edzard Koning teilte, und in Renkum. Am 12. März 1902 heiratete Moulijn die am 19. November 1877 geborene Dichterin Hester Henriëtte Jacoba Haitsma Mulier.
Das junge Paar ließ sich in Laren nieder. Damals wohnten dort bereits viele Künstler und Kommilitonen von Moulijn. Im Jahr 1903 ließ er in Laren nach eigenem Entwurf das Haus „d’Eglantier“ bauen. 1904 und 1908 wurden die beiden Söhne geboren. 1917 wurde Moulijn als Lehrer an die Rotterdamsche Academie voor Beeldende Kunsten en Technische Wetenschappen (Kunstakademie) berufen und die Familie zog nach Den Haag um. Von 1935 bis 1944 wohnte und arbeitete Moulijn in Wassenaar. 1946 zog das Ehepaar bei seinem ältesten Sohn in Den Haag ein. Moulijn starb am 2. November 1948.

## Werk
In der Periode der künstlerischen Suche waren die modernen französischen Maler sowie Jan Toorop und Vincent van Gogh die großen Vorbilder für die Arbeit von Simon Moulijn. Auch wurde er stark beeinflusst durch den Symbolismus des belgischen Philosophen Maurice Maeterlinck.  Moulijn selber schreibt darüber im Jahr 1913: „seine Mystik führte mich auch dazu, die Natur auf eine barbarische Art zu verformen.“
Obwohl der Symbolismus auch in späteren Arbeiten oft durchschimmerte, entwickelte Moulijn um 1893–1894 einen eigenen Stil und eine eigene Bildsprache. Seine Entwicklung als Künstler begann mit vereinfachenden, schon fast abstrakten Bildern, die unter dem Einfluss des Symbolismus entstanden. Im Lauf der Jahre wandelte sich sein künstlerischer Ausdruck in Richtung eines "Holländischen Realismus ". Immer wieder zeigte Moulijn sich in seinen Bildern fasziniert von der Schönheit der Natur. Aber er hatte gleichzeitig  das persönliche Bedürfnis allzu wilde und chaotische Natur zu bändigen. Viele Gemälde und Lithografien zeigen Wälder und Flüsse aus einer gewissen Entfernung oder gar hinter einem (Garten-)Tor oder einer Mauer. Zu seinen schönsten Bildern gehören auch die Parkplandschaften, wo die Natur unter Kontrolle ist.
Ein erster großer Erfolg war die Einzelausstellung im Hôtel de l’Art Nouveau von S. Bing in Paris im Jahr 1895. 

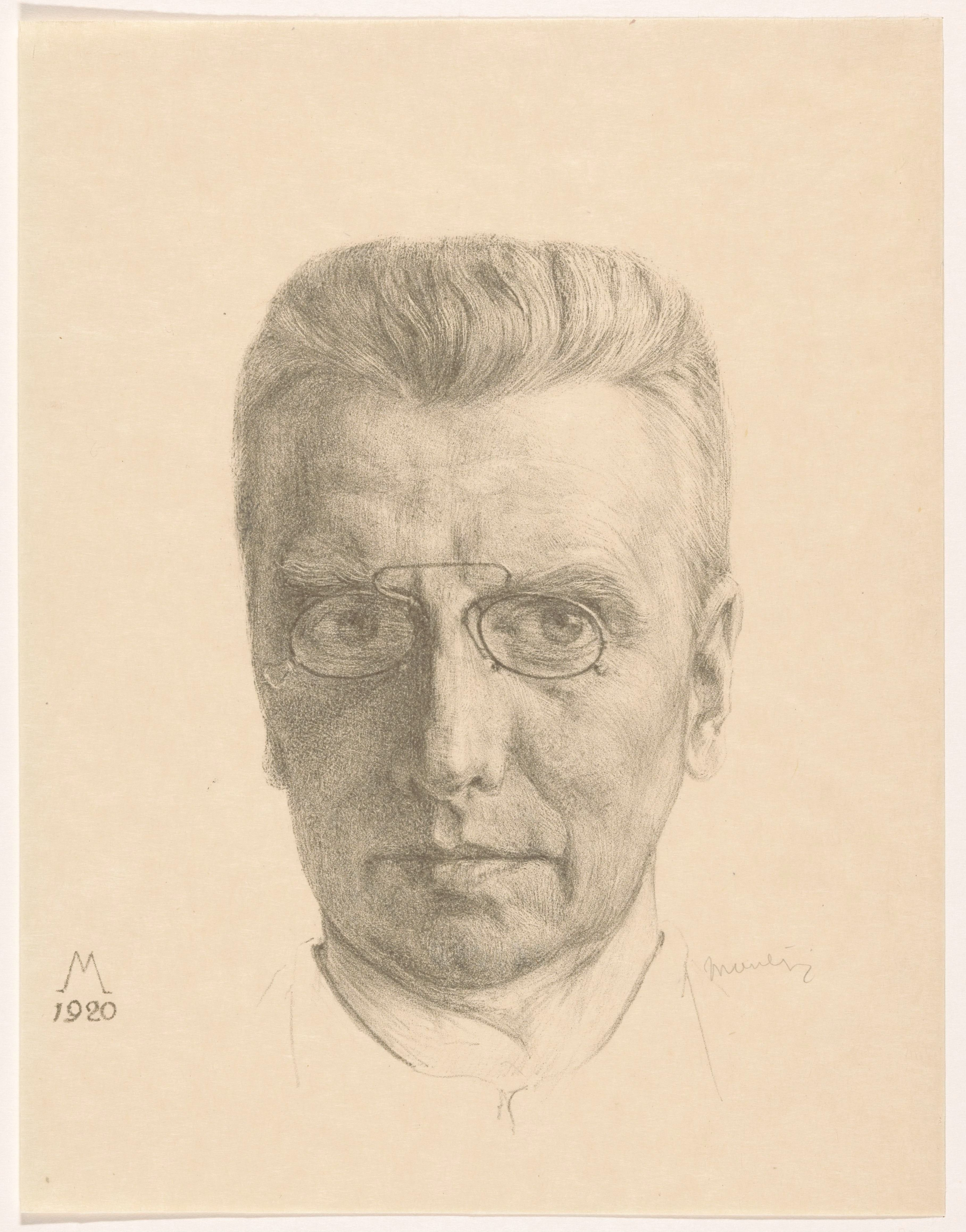
Lithografie von S. Moulijn (1920) Selbstbildnis

Immer wieder auf der Suche nach neuer Inspiration reiste Moulijn viel. Er arbeitete u. a. in den Provinzen Drenthe, Noord-Brabant, Gelderland und Zeeland sowie in Süd-Limburg. Seine Reisen führten ihn auch ins Ausland und er arbeitete in Deutschland (u. a. Monschau und Holzhausen 1905, Todtnau 1922), in der Schweiz (Kandersteg, zum Teil zusammen mit dem niederländischen Künstler Jan Eisenloeffel, 1926), in Italien (u. a. Tivoli und Frascati 1911, Florenz 1938), in Luxemburg (Beaufort 1913), in Frankreich (u. a. Fontainebleau 1930, Versailles 1930 und 1934, Neuilly 1931, die Abtei von Royaumont und andere Orte am Fluss Oise, 1939 sowie in den Seealpen 1938). Das Ergebnis dieser Reisen war eine große Anzahl von Gemälden, Zeichnungen und Lithografien. Immer wieder kommt die Faszination, die die Landschaft mit ihren verschiedenen Stimmungen auf Moulijn ausübte, zum Ausdruck. Seine Liebe zur Natur spricht auch aus den häufigen Darstellungen von Wald- und Parklandschaften. Die Wiedergabe der unterschiedlichsten Landschaften bringt auch eine der wichtigsten Eigenschaften von Moulijn als „Maler der romantischen Einsamkeit“ zum Ausdruck. Etwa ab Ende der 1920er-Jahre hat Moulijn auch regelmäßig Porträts gemalt und lithografiert.
Im Jahr 1893 entstanden Moulijns erste Lithografien. Durch die im Verlauf der Jahre intensivere Beschäftigung mit dem Zeichnen auf Stein tritt die Lithografie im Werk von Moulijn in den Vordergrund. In seinen Steinzeichnungen spielen stille Flusslandschaften, Wälder, Parklandschaften, aber auch Festungswerke und lebendige, städtische Ansichten des Hafens von Rotterdam eine Hauptrolle. Insgesamt umfasst das lithografische Œuvre 189 Werke. Hinzu kommen Entwürfe für Einbände, Zeichnungen, Radierungen, Holzschnitte und Gebrauchsgrafik. Moulijn illustrierte mehrere Märchenbücher der Schriftstellerin Marie Marx Koning.
Neben einer großen Anzahl von Artikeln in Zeitschriften und Katalogen hat Moulijn zwei Bücher verfasst: „De lithographische Prentkunst“ (Die lithografische Bildkunst, De Wereldbibliotheek, Amsterdam 1918) und „De eerste jaren van de lithographische prentkunst in Nederland“ (Die ersten Jahre der lithographischen Bildkunst in den Niederlanden, Martinus Nijhoff, Den Haag, 1927). Im Jahr 1910 gründete er zusammen mit F. Hart Nibbrig in Laren eine Malschule. 1911 war Moulijn Mitbegründer der „Vereeniging tot Bevordering der Grafische Kunst“ (Verein zur Förderung der grafischen Kunst) und wurde Sekretär des Vereins.
Als einer der bedeutenden niederländischen Künstler seiner Zeit war er oft beteiligt an der Organisation wichtiger Ausstellungen niederländischer Kunst und insbesondere Grafik im In- und Ausland (u. a. Leipzig 1914 und Brighton 1920). 1934 erwarb er sich besondere Verdienste bei der Organisation einer Ausstellung niederländischer Kunst in Budapest.

## Werke in öffentlichen Sammlungen
Das Drents Museum in Assen besitzt eine repräsentative Sammlung von Werken von Simon Moulijn.
Das gesamte (damals vorhandene) grafische Werk von Simon Moulijn wurde 1926 von Freunden dem Rijksprentenkabinet in Amsterdam geschenkt.
Werke von Moulijn wurden u. a. von folgenden Museen angekauft:
- Museum Boymans van Beuningen in Rotterdam,
- Kröller-Müller-Museum bei Otterlo,
- Centraal Museum in Utrecht,
- Dordrechts Museum,
- British Museum in London,
- Bibliothèque Nationale in Paris
- die Albertina in Wien.

Das Gemeente Museum in Den Haag erwarb neben Werken von Moulijn auch dessen große Sammlung von Lithografien, die einen Überblick über die Geschichte der Lithografie in den Niederlanden und in Frankreich gibt.

## Preise und Auszeichnungen
- 1915: Panama-Pacific International Exposition in San Francisco: Bronzemedaille
- 1923: Ausstellung von niederländischen bildenden Künstlern in Amsterdam: Silbermedaille
- 1928: Mitglied der Jury an der Olympiade Amsterdam: Silbermedaille
- 1934: Budapest: Silberplaquette
- 1934: Ungarisches Verdienstkreuz
- 1936: Ehrenmitglied des Vereins zur Förderung der grafischen Kunst
- 1936: Ridder in de orde van Oranje-Nassau